# Rajon Florești
Der Rajon Florești ist ein Rajon in der Republik Moldau. Die Rajonshauptstadt ist Florești.

## Geographie
Der Rajon liegt im Nordosten des Landes am Fluss Dnister. Florești grenzt an die Rajons Drochia, Rezina, Sîngerei, Soroca und Telenești sowie an das abtrünnige Gebiet Transnistrien.
Neben der Hauptstadt besitzen Ghindești und Mărculești das Stadtrecht, das übrige Gebiet des Rajons ist auf ländliche Gemeinden verteilt.

## Geschichte
Der Rajon Florești besteht seit 2003. Zwischen 1918 und 1940 war das Gebiet Teil des rumänischen Kreises Soroca (Județul Soroca).

## Bevölkerung

### Bevölkerungsentwicklung
1959 lebten im Gebiet des heutigen Rajons 97.939 Einwohner. Bis 1970 stieg die Bevölkerungszahl auf 109.262. Bis zur nächsten Volkszählung 1979 nahm die Zahl der Einwohner ab, betrug nun 104.385 und blieb bis 1989 mit 104.680 annähernd konstant. Im Jahr 2004 wurden nur noch 89.389 Einwohner im Rajon gezählt und damit auch der Wert von 1959 unterschritten. 2014 lag sie bei 76.457.

### Volksgruppen
Laut der Volkszählung 2004 stellen die Moldauer mit 84,8 % die anteilsmäßig größte Volksgruppe im Rajon Florești, gefolgt von den Ukrainern mit 9,0 % und den Russen mit 5,2 %. Kleinere Minderheiten bilden die Rumänen mit 0,5 % sowie die Gagausen und Bulgaren mit jeweils 0,1 %.

## Persönlichkeiten
- Irina Rimes (* 1991), Sängerin und Songwriterin